# ČZ vz. 27
A vz. 27 é uma pistola semiautomática da Tchecoslováquia, baseada na pistola vz. 24, e com câmara para o cartucho 7,65 mm Browning/.32 ACP. É frequentemente designada CZ 27 em homenagem ao esquema de nomenclatura usado pela fábrica Česká zbrojovka para produtos comerciais pós-Segunda Guerra Mundial. No entanto, é corretamente conhecida como vz. 27, uma abreviatura do tcheco "vzor 27" ou "Modelo 27".
Após a ocupação alemã da Tchecoslováquia em meados de março de 1939, a pistola foi incorporada às forças armadas e policiais alemãs como P27.

Um exemplo notável foi confiscado de um guarda alemão em Colditz pelo 'Homem de Tamanho Médio' (The Medium Sized Man; Tenente Dominic Bruce OBE MC AFM KSG) no dia em que foi libertado.

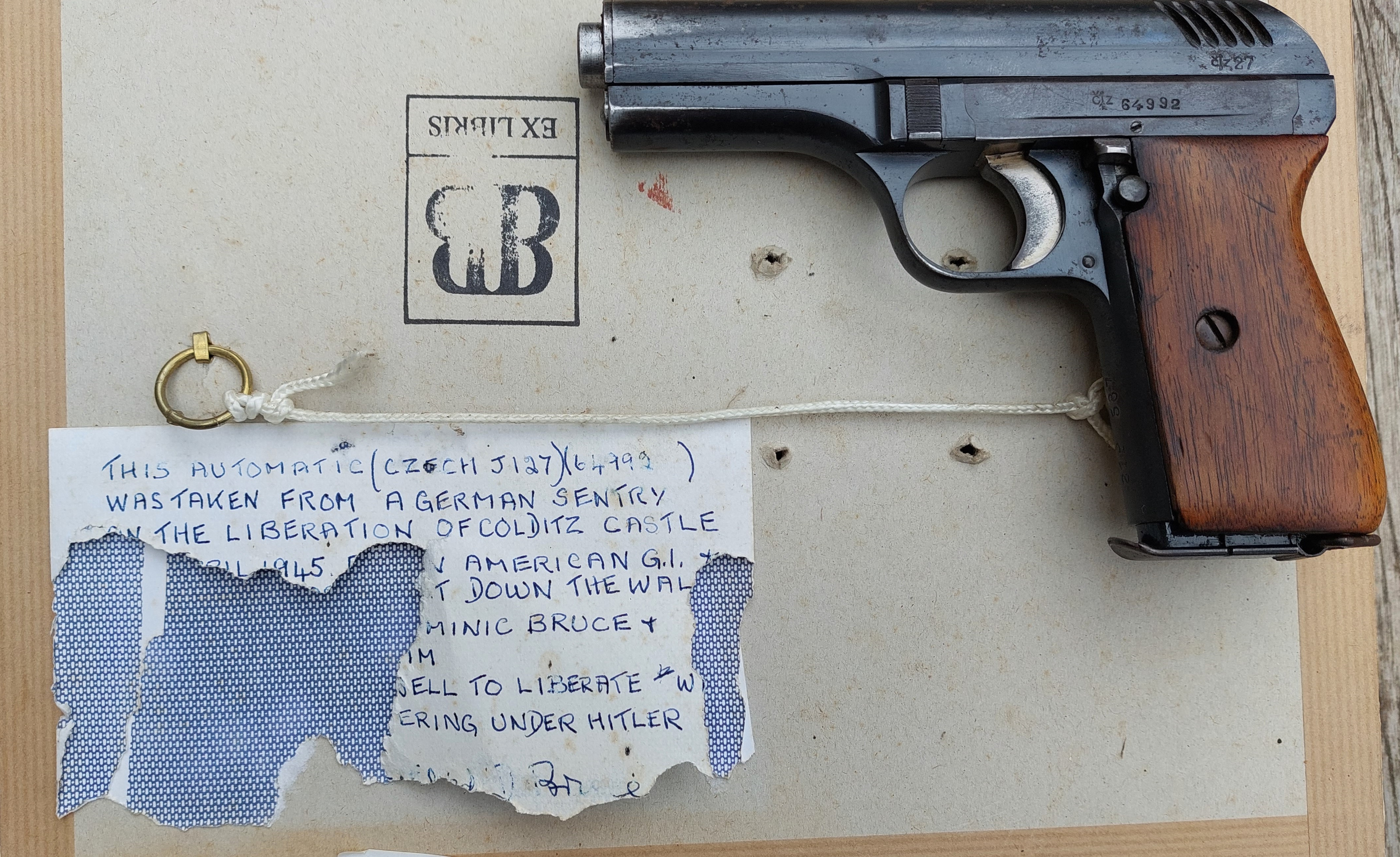
A pistola ČZ vz. 27 confiscada de um guarda de Colditz pelo Tenete de Voo Dominic Bruce OBE MC AFM KSG (também conhecido como O Homem de Tamanho Médio)

A produção da pistola continuou na Tchecoslováquia até a década de 1950. Alegadamente, as autoridades militares da Checoslováquia venderam cinco mil e quinhentos excedentes da vz. 27 para os suíços em 1973 por meio milhão de marcos. No total, foram fabricados entre 620.000 e 650.000, 452.500 deles sob ocupação alemã. Em dezembro de 1948, um presente de cinco variantes automáticas "ČZ 247" da pistola (baseadas na vz. 24 e na vz. 27) foi enviado ao imperador etíope Haile Selassie. Em 1949, a pistola foi exportada para 28 países, incluindo Turquia (3.286 pistolas), Grã-Bretanha, África do Sul, Egito, Quênia e Paquistão.

## Operadores
- Bolívia
- Brasil
- Tchecoslováquia
- Equador
- Índia
- Paquistão
- Polónia
- Alemanha: Pistolas capturadas designadas como Pistole 27(t)[3]
- Venezuela